# کومرسی
کومرسی (به فرانسوی: Commercy) یک کمون (فرانسه) در فرانسه است که در موز (فرانسه) واقع شده‌است. کومرسی ۳۵٫۳۷ کیلومتر مربع مساحت دارد ۲۳۲ متر بالاتر از سطح دریا واقع شده‌است.

## خواهرخوانده
شهر هوکنهایم خواهرخواندهٔ کومرسی هست.